# Мистер Вудкок
«Мистер Вудкок» (англ. Mr. Woodcock) — американская комедия режиссёра Крейга Гиллеспи. Премьера фильма состоялась 14 сентября 2007 года.

## Сюжет
Главным героем фильма является Джон Фарли, писатель, ставший известным после написания книги о том, как помочь самому себе добиться успехов в жизни. Ему предлагают вернуться в свой родной город, чтобы получить награду, а именно ключ от города. После приезда и встречи с матерью он узнаёт о том, что она уже несколько месяцев встречается с его школьным учителем физкультуры мистером Вудкоком, который издевался над ним в течение всего его периода пребывания в школе.
Джон решает, что не может уехать из этого города до тех пор, пока его мать встречается с человеком, который издевался над ним все его школьные годы. Он начинает всеми способами пытаться очернить Вудкока в глазах своей матери и спровоцировать разрыв их отношений.

## В ролях
| Актёр               | Роль              |
| ------------------- | ----------------- |
| Шон Уильям Скотт    | Джон Фарли        |
| Билли Боб Торнтон   | Джаспер Вудкок    |
| Сьюзан Сарандон     | Беверли Фарли     |
| Итан Сапли          | Неддерман         |
| Эми Полер           | Мэгги Хоффман     |
| Мелисса Сейджмиллер | Трейси Детвейллер |
| Кайли Бэлдридж      | Джон в детстве    |
| Алек Джордж         | брат Неддермана   |
| Мелисса Лео         | Салли Дженсен     |
| Дженнифер Аспен     | Синди             |
| Тайра Бэнкс         | играет саму себя  |
| Билл Мэйси          | отец Вудкока      |
| Эллисон Эшли Арм    | девочка-скаут     |
| Майк Коннор Гейни   | парикмахер        |

## Критика
Фильм получил в основном низкие оценки. На сайте Rotten tomatoes на январь 2014 года рейтинг фильма равен 13% и составляет среднюю оценку в 4 балла по десятибалльной шкале . На сайте Metacritic фильм имеет рейтинг в 5.7, основанный на 32 отзывах, а на IMDb его оценка составляет 5.1 балла .
Несмотря на то, что фильм был так низко оценен большинством критиков, Роджер Эберт дал ему три звезды из четырёх .
В одном из интервью в 2009 году Шон Уильям Скотт сказал, что на съёмочной площадке фильма они с Торнтоном не раз обсуждали, насколько ужасен тот был и что нет ничего хуже, чем ощущение того, что ты идёшь на съёмки фильма, который может положить конец твоей карьере . 